# Хімієтерапія

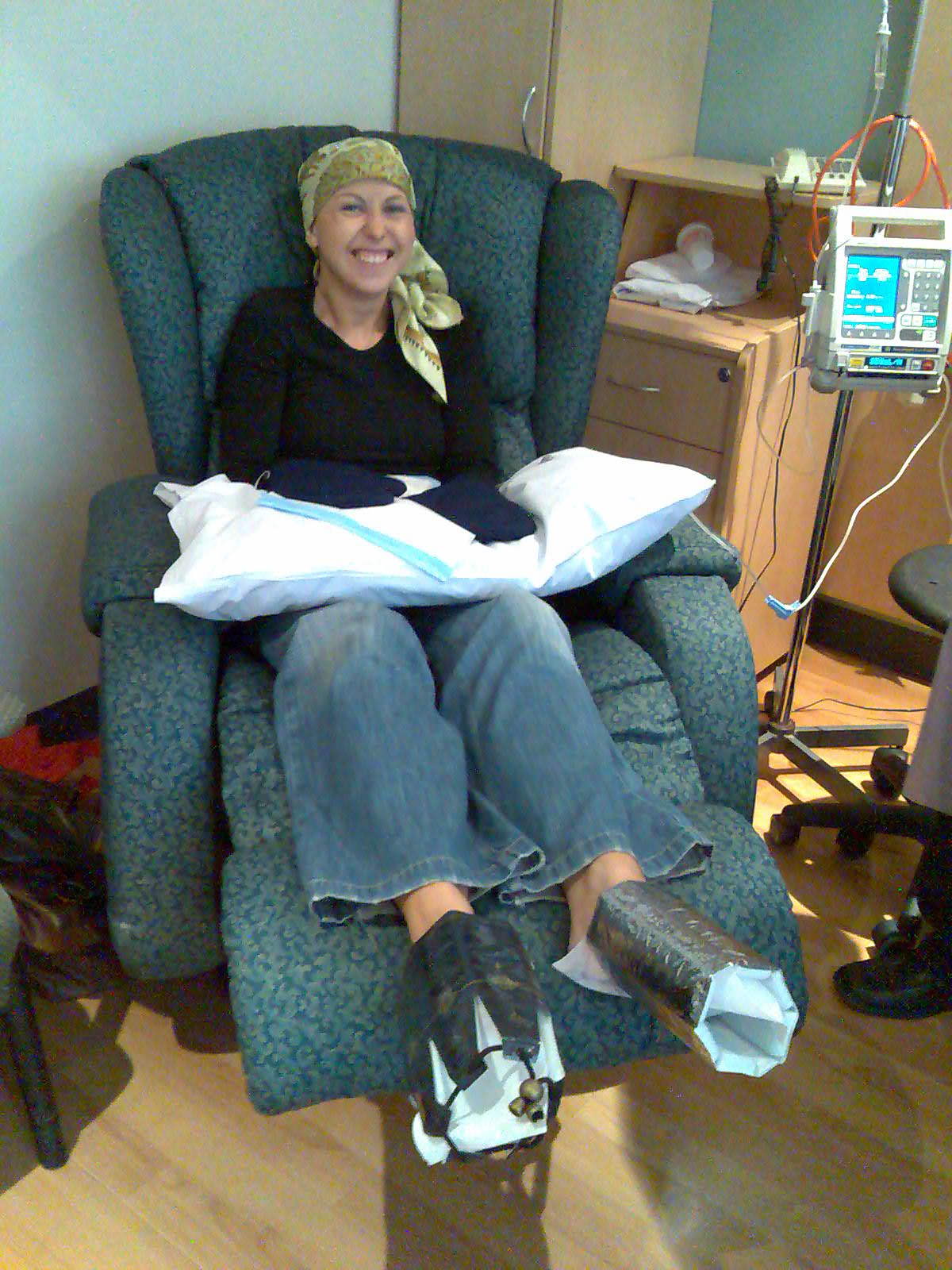
Жінка проходить хімієтерапію доцетакселом проти раку грудей. Нижні та верхні кінцівки охолоджуються для зменшення негативного впливу на нігті.

Хімієтерапі́я, або хіміотерапі́я, — лікування якого-небудь інфекційного, паразитарного або злоякісного захворювання за допомогою отрут або токсинів, що згубно впливають на інфекційний агент — збудник захворювання, на паразитів або на клітини злоякісних пухлин при порівняно меншій негативній дії на організм господаря. Отрута або токсин при цьому називається хімієпрепаратом, або агентом хімієтерапії.[джерело?]

## Хімієтерапія та фармакотерапія
На відміну від фармакотерапії, в якій є всього два учасники — фармакологічний агент (ліки) і організм, що піддається його дії, в процесі хімієтерапії беруть участь три учасники — агент хімієтерапії, організм господаря і паразит, інфекційний агент або клон злоякісних пухлинних клітин.
Відрізняються і цілі: метою фармакотерапії є корекція тих або інших порушень життєдіяльності організму, відновлення або поліпшення функцій уражених захворюванням органів і систем. Метою ж хімієтерапії є знищення, вбивство або принаймні гальмування розмноження паразитів, інфекційних агентів або злоякісних клітин, при (по можливості) меншій ушкоджувальній дії на організм господаря. Нормалізація життєдіяльності і поліпшення функцій уражених органів і систем при цьому досягаються повторно, як наслідок знищення або ослаблення причини, що викликала захворювання, — інфекції, пухлини або паразитарної інвазії.

## Типи хімієтерапії
Відповідно до того, на знищення чого направлена хімієтерапія, виділяють:
- антибактеріальну хімієтерапію, або антібіотикотерапію;
- протигрибкову хімієтерапію;
- протипухлинну (цитостатичну або цитотоксичну) хімієтерапію;
- противірусну хімієтерапію;
- протипаразитарну хімієтерапію, зокрема антігельмінтну, протималярійну та ін.

## Хімієтерапія раку
Хімієтерапія раку — тип хімієтерапії, використання цитостатичних або цитотоксичних препаратів для лікування раку або використання комбінації цих препаратів у вигляді стандартного режиму хімієтерапії.
- Схеми хімієтерапії раку молочної залози[3]

## Протиракові речовини
Серед деяких протиракових речовин можна назвати — апігенін, геністейн, сульфорафан: (міститься в таких лікарських рослинах як: петрушка, селера, часник, паприка, базилік, ехінацея, коріандр, гінкго дволопатеве, майоран,деревій звичайний, наперстянка пурпурова, м'ята перцева, орігано, льон, Cynara csolymus, тархун, ромашка лікарська, Marrubium, Camellia sinensis, кріп, Levisticum officinale,Thymus comosus,Thymus vulgaris, Passifloraceae).